# Marcel Hossa
Marcel Hossa, född 12 oktober 1981 i Ilava, Tjeckoslovakien, nu Slovakien, är en slovakisk ishockeyspelare som spelar för HC Škoda Plzeň i Extraliga. Under lock-outen i NHL säsongen 2004-2005 representerade Hossa Mora IK i Elitserien. Han har bland annat spelat för Montreal Canadiens, New York Rangers och Phoenix Coyotes i NHL och Spartak Moskva i KHL.
Hossas far František Hossa var tidigare förbundskapten för det slovakiska ishockeylandslaget och han är bror till Marián Hossa som spelar för Chicago Blackhawks i NHL.

## Klubbar
- HC Dukla Trenčín, -1998, 2015
- Portland Winterhawks, 1998-2001
- Quebec Citadelles, 2001-2002
- Montreal Canadiens, 2001-2004
- Hamilton Bulldogs, 2002-2004
- Mora IK, 2004-2005
- New York Rangers, 2005-2008
- Hartford Wolf Pack, 2007
- Phoenix Coyotes, 2007-2008
- Dinamo Riga, 2008-2010, 2011-2012, 2013-2015
- Ak Bars Kazan, 2010-2011
- HK Spartak Moskva, 2011-2012
- HC Lev Praha, 2012-2013
- MODO Hockey,  2015
- HC Škoda Plzeň, 2015-